# IX Mistrzostwa Polski w Wabieniu Drapieżników
IX Mistrzostwa Polski PZŁ w Wabieniu Drapieżników – mistrzostwa Polski w wabieniu drapieżników, zorganizowane przez Polski Związek Łowiecki w dniach 29 stycznia – 1 lutego 2015. 

## Miejsce
Bazą pobytową uczestników były Krzyżanowice Dolne w gminie Pińczów (Ośrodek Zacisze). Konkurs po raz pierwszy w historii urządzono na Ziemi Świętokrzyskiej. W zawodach uczestniczyło 23 zawodników z Polski. Terenem współzawodnictwa były kompleksy leśne o powierzchni około 1000 ha.

## Wyniki
Na pokocie znalazły się 34 zwierzęta: 33 lisy i jedna kuna leśna. 
Zwycięzcami zawodów zostali:
- I miejsce (Mistrz Polski) – Artur Czajecki, ZO PZŁ Bielsko-Biała (7 lisów),
- II miejsce - Piotr Wieczorek, ZO PZŁ Leszno (6 lisów),
- III miejsce - Grzegorz Potasz, ZO PZŁ Wrocław (4 lisy)[1].